# Айгек
Айгек (арм. Այգեկ) — село в Армавирской области Армении. Основано в 1946 году. Своё современное название получило 25 января 1978 года.

## География
Село расположено в северо-восточной части марза, на расстоянии 39 километров к северо-востоку от города Армавир, административного центра области. Абсолютная высота — 943 метра над уровнем моря.
Климат
Климат характеризуется как семиаридный (BSk в классификации климатов Кёппена). Среднегодовая температура воздуха составляет 11,8 °C. Средняя температура самого холодного месяца (января) составляет −3,1 °С, самого жаркого месяца (июля) — 25 °С. Расчётная многолетняя норма атмосферных осадков — 312 мм. Наибольшее количество осадков выпадает в мае (53 мм).

## Население
| Год переписи | Население          | Население          | Население          | Население            | Население            | Население            |
| Год переписи | Наличное население | Наличное население | Наличное население | Постоянное население | Постоянное население | Постоянное население |
| Год переписи | Всего              | Мужчины            | Женщины            | Всего                | Мужчины              | Женщины              |
| ------------ | ------------------ | ------------------ | ------------------ | -------------------- | -------------------- | -------------------- |
| 2001         | 1103               | 532                | 571                | 1178                 | 587                  | 591                  |
| 2011         | 1388               | 680                | 708                | 1433                 | 708                  | 725                  |

| Год  | Численность | Численность |
| ---- | ----------- | ----------- |
| 1970 | 933         | [ 8 ]       |
| 1989 | 1264        | [ 9 ]       |
| 2001 | 1178        | [ 8 ]       |
| 2011 | 1433        | [ 10 ]      |